# Aechmea tentaculifera
Aechmea tentaculifera är en gräsväxtart som beskrevs av Leme, Amorim och José A. Siqueira Filho. Aechmea tentaculifera ingår i släktet Aechmea och familjen Bromeliaceae. Inga underarter finns listade i Catalogue of Life.